# نقد بناء
النَّقْد البَنَّاء هو عملية تقديم آراء صحيحة ووجيهة حول عمل الآخرين، والتي تنطوي عادة على تعليقات إيجابية وسلبية ولكن بطريقة ودية وليس بطريقة فيها عناد. وفي الأعمال التعاونية، غالبًا ما يكون هذا النوع من النقد أداة قيمة للارتقاء بمعايير الأداء والمحافظة عليها.
وبسبب الإفراط في استخدام النقد السلبي الذي ينطوي على تذمر، أصبح بعض الأشخاص دفاعيين حتى عند تلقيهم نقدًا بناءً تم توجيهه بحسن نية. ومن المرجح أن يكون النقد البناء مقبولاً إذا انصب تركيز النقد على عمل أو سلوك الشخص الخاضع للنقد. وهذا يعني أنه يجب تجنب القضايا الشخصية قدر الإمكان. ويمكن أن يساعد التفكير النقدي في تحديد القضايا ذات الصلة للتركيز عليها.
وعلى وجه الخصوص يمكن للأشخاص الذين يتمتعون بالحساسية اعتماد موقف سلبي ومنهزم إذا نظروا للموقف باعتباره شخصيًا أو متغلغلاً أو دائمًا (انظر العجز المكتسب). وقد يتبنى الآخرون ردًا عدوانيًا. في المنتدى عبر الإنترنت الذي يفتقر للاتصال وجهًا لوجه، من السهل إساءة تفسير النقد البناء وغالبًا ما يخرج تبادل الآراء عبر الإنترنت عن نطاق السيطرة، لتتحول إلى حروب مشتعلة. يمكن أن تكون مهارات التواصل بين الأشخاص مفيدة لتقييم عقلية المتلقي للنقد. أثناء السجالات الأولية أو عند مواجهة الأفراد الدفاعيين، فإن النقد الفعال يدعو إلى لغة أكثر مرونة وإدراج تعليقات إيجابية. وعندما يتعاطف الشخص المنتقَد مع مجالات مثيرة للجدل (مثل السياسة أو الدين)، يصبح النقد غير الهجومي أمرًا صعبًا.
من ناحية أخرى، يمكن في بعض الأحيان للغة الأكثر قوة أن تكسر الهيكل الدفاعي. علاوة على ذلك، هناك الكثير من الناس (النقاد والمنتقَدين على حد سواء) الذين يقدرون الأسلوب الفظ. فهم يعتبرون الفظاظة صدقًا وفعالية في حين يعتبرون النهج الأكثر مرونة تلاعبًا أو تناولاً أو مملاً أو مقيدًا. وفي كثير من الأحيان، مثل هؤلاء الناس ينظرون إلى السجالات الأكثر قوة باعتبارها حيوية وجذابة.
إن اعتماد الأسلوب النقدي الأكثر فاعلية يجب أن تتم تقويته عن طريق السياق الثقافي وشخصية الشخص المتلقي للنقد وطبيعة العلاقة بين الناقد والمنتقَد. ولتقييم الموقف، يتعين على المرء طرح مجسات استكشافية واعتماد في بادئ الأمر موقف إدراكي وليس نقديًا؛ ويمكن أن تكون مهارات حل النزاعات مفيدة.
وكمتلقٍ للنقد، يمكن للمرء الاستفادة عن طريق التركيز على العناصر البناءة للنقد وعن طريق نسب تفسيرات خيرية لأولئك الذين يستخدمون لغة قوية. وباعتماد موقف مفتوح تجاه النقد، يمكن للمرء تحقيق قدر أكبر من التنمية الشخصية والمساعدة في كشف النقاط العمياء. وبدلاً من ذلك، قد يتعرض هذا الانفتاح للسخرية لا سيما في الثقافة الاستخفافية أو القائمة على المزاح.

## افتراضات النقد البناء
1. ينشأ النقد عن التفاعل، وليس مجرد الفعل.
2. أولئك الذين ينتقدون بحاجة إلى تقييم النقد والدعوة إليه.[1]